# Kalle Anka får snurren
Kalle Anka får snurren (engelska: Drip Dippy Donald) är en amerikansk animerad kortfilm med Kalle Anka från 1948.

## Handling
Kalle Anka kommer hem en kväll och är trött. Han går direkt till sängen för att försöka sova, men det är inte lätt när en läckande kran stör honom. Inte heller blir det bättre av att problemet fortsätter att växa trots Kalles försök till att åtgärda det.

## Om filmen
Filmen hade svensk premiär den 4 april 1949 på biografen Spegeln i Stockholm.

## Rollista
- Clarence Nash – Kalle Anka[5]